# Veramente (ATPC)
Veramente è il titolo del settimo e finora ultimo album in studio del duo hip-hop torinese ATPC, uscito nel 2013.